# Joachim Eickmayer

Joachim Eickmayer, né le 11 janvier 1993 à Bully-les-Mines, est un footballeur français qui évolue au poste de milieu défensif au Red Star.

## Biographie
Après un an passé au centre de formation où il évolue avec l'équipe réserve, il signe son premier contrat pro d'une durée d'un an au profit du FC Sochaux-Montbéliard durant l'été 2013.
Il est souvent aligné en début de saison puis ne joue plus par la suite. Il joue ainsi dix matchs dont sept comme titulaire en championnat au poste de milieu défensif.
Avec la relégation du club en Ligue 2, son contrat n'est pas renouvelé.

## Palmarès
| Red Star FC - National (1) : - Champion : 2024 |

- Amiens SC
  - Ligue 2
    - Vice-champion : 2017
- Les Herbiers VF
  - Coupe de France
    - Finaliste : 2018